# 摩洛哥坚果

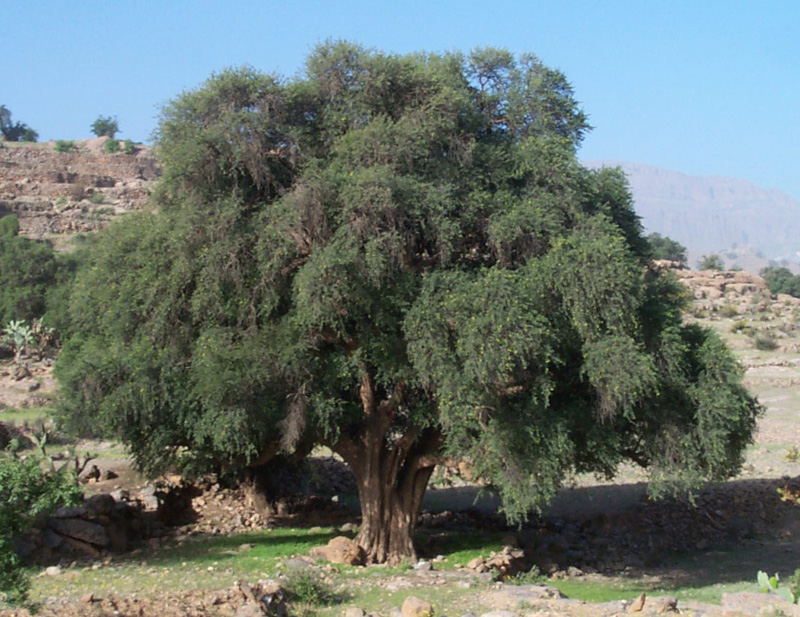
摩洛哥坚果树

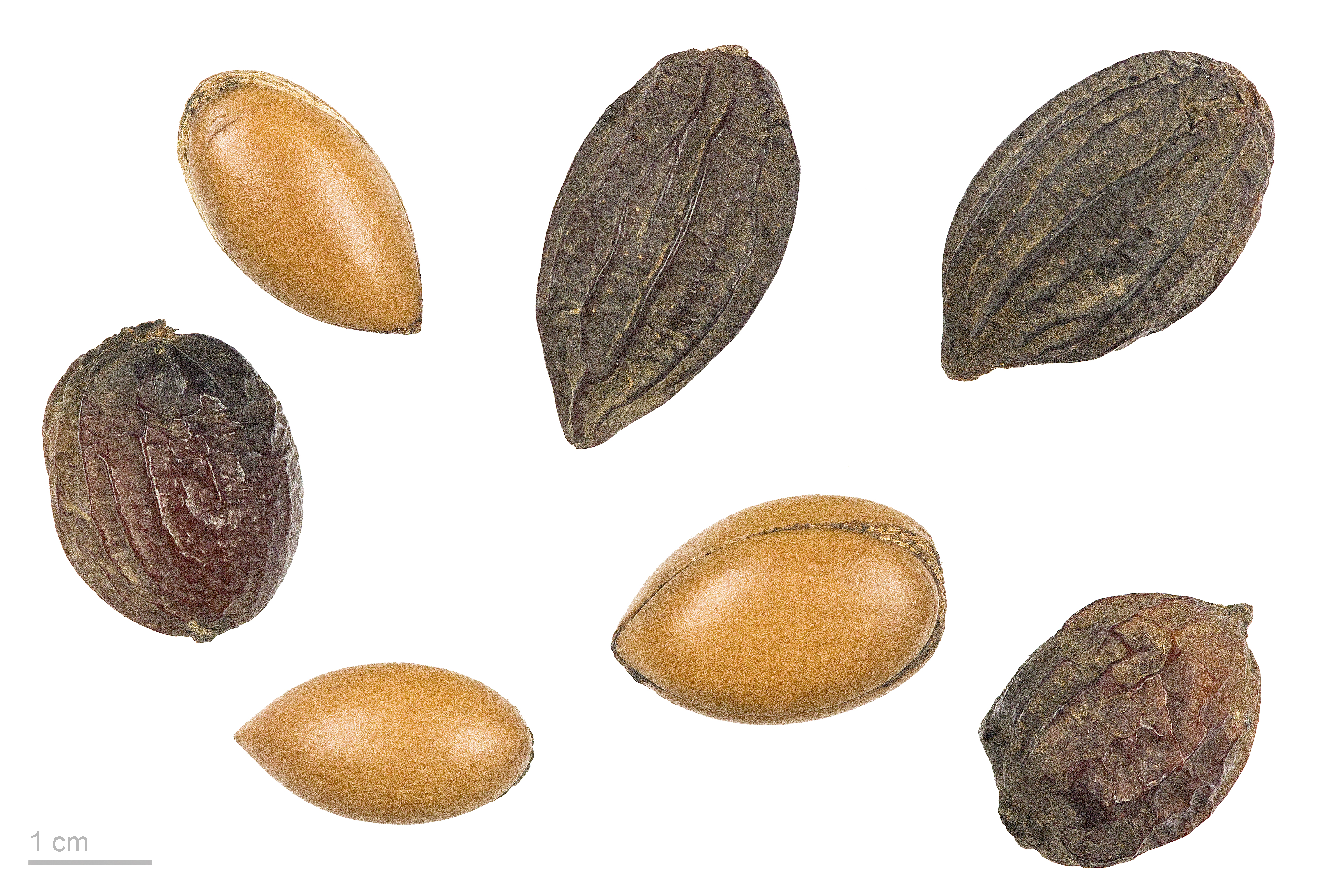
Argania spinosa

摩洛哥坚果，亦有音譯阿甘，是一種生长自西地中海的北非地區的碳酸鈣半沙漠山谷的山欖科特有種植物，可在摩洛哥西南部的蘇斯及阿爾及利亞的廷杜夫合共8280平方公里的联合国教科文组织生物圈保護區內發現。
摩洛哥坚果之所以闻名遐迩是因为这种坚果榨出来的坚果油一种很受欢迎的产品，即可以食用也可以做为美容护肤用品而供人们使用。

## 概要
摩洛哥坚果树有着細小隨圓型的葉片（2～4厘米宽），是一种非常耐干旱的树种，可以存活150到200年之久。

## 摩洛哥坚果油

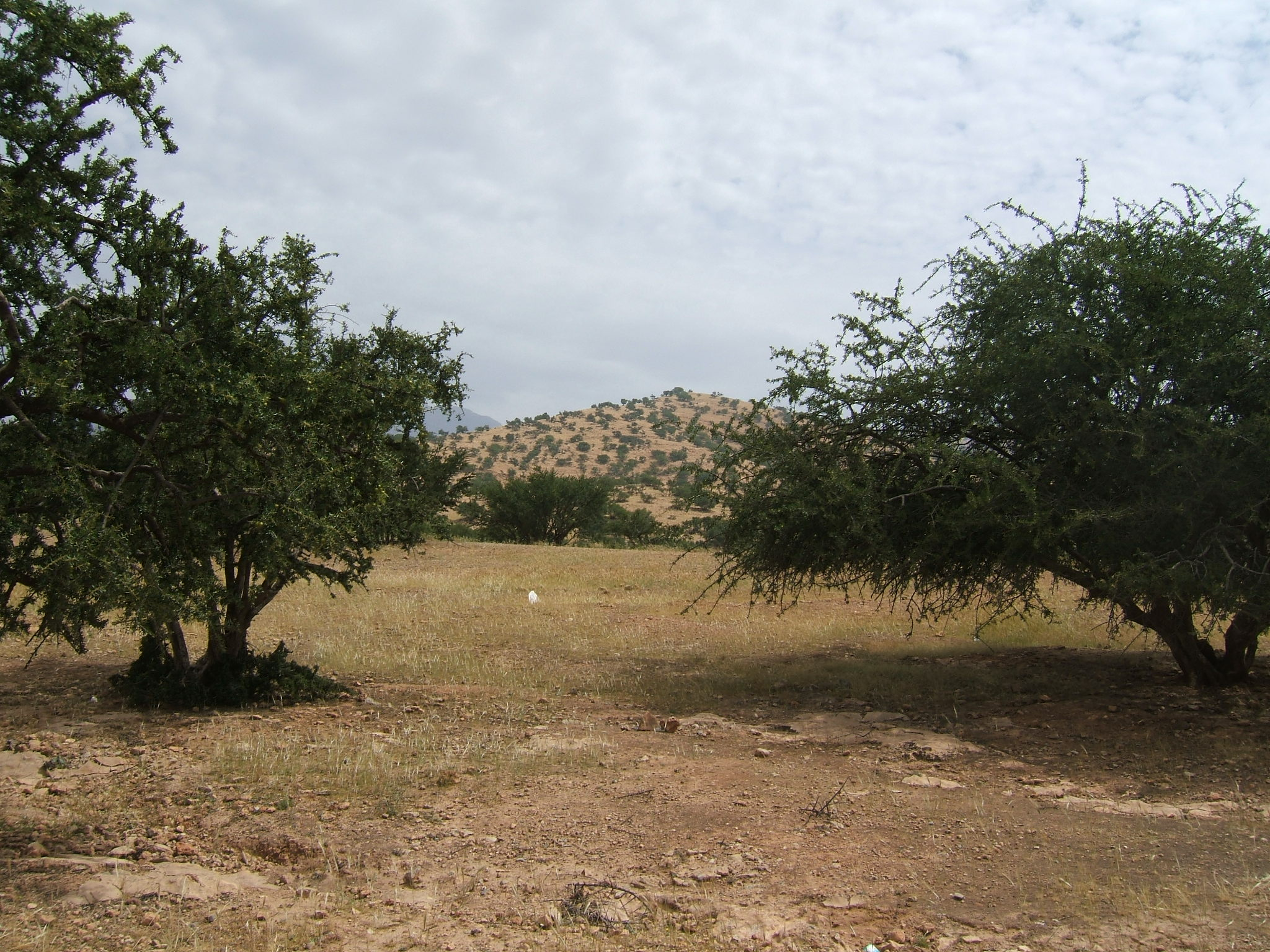
塔鲁丹特东北部的阿甘大草原

摩洛哥坚果油含有丰富的维生素E和脂肪酸，可以食用，也可以是一种美容护肤品。摩洛哥坚果一般在每年的七八月份成熟，成熟的坚果自然掉落于地，通过当地的柏柏尔妇女收集，并通过复杂的工序榨油成油。這個過程中最複雜的部份是要把堅果的果肉去掉（但可供牲畜食用，一般會用來餵羊），並用兩塊石頭夾碎果殼，以取出果仁。這些部驟都必須人手操作。果仁在取出以後，會先輕輕烤過，帶來堅果油獨特的香味。傳統的做法裡，烤過的果仁會被放入石磨裡磨成漿，然後再人手把果仁漿絞出油。搾出來的油可保存約半年，而搾過油的油渣亦可用來餵飼牲畜。現時抽取油已改用機器操作，一來可搾壓出更多油，而且不經人手接觸的果仁油，保持期可延長至一年到年半長。
堅果油中有八成屬於不飽和脂肪酸，其成分如下：
- 3% 肉豆蔻酸
- 5% 亞麻酸
- 6% 次亞麻油酸（十八碳四烯酸）
- 12% 棕櫚酸
- 30% α-亞麻酸
- 44% 油酸

## 应用
摩洛哥坚果都是通过榨出来的油而使用，摩洛哥坚果油富含维生素E和脂肪酸，它是一种上等的调料油；而作为一种美容护肤产品可以广泛应该用身体各个部位，甚至头发和指甲。